# Museo de Lorena
El Museo de Lorena, ubicado en el Palacio de los Duques de Lorena, es el museo histórico de la región de Lorena y uno de los tres principales museos de la ciudad de Nancy, junto con el Museo de Bellas Artes y el Museo de la Escuela de Nancy . Con cerca de 60000 visitantes al año, se trata de un museo dedicado a la historia del territorio, desde la Prehistoria hasta el siglo XIX, y de conmemorar el pasado ducal de la región, que pasó a ser francesa en 1766.
Actualmente, el museo lleva a cabo un amplio proyecto de renovación y ampliación, cuya duración se prevé de al menos 10 años; la colección permanente está por tanto cerrada al público desde 2018. Sin embargo, el museo mantiene una programación extramuros, y organiza visitas y actividades en la iglesia de los Cordeliers.
El Museo de Lorena se inauguró en 1850, a instancias de la Sociedad Arqueológica de Lorena, hoy Sociedad de la Historia y del Museo de Lorena, una sociedad creada en 1848 con el fin de poner en valor los descubrimientos y las investigaciones de un grupo de eruditos dedicado, en aquel momento, al estudio del pasado medieval del territorio. Pese a su incendio en 1871, que obligó a interrumpir la actividad del museo hasta su reapertura en 1875, el Museo histórico de Lorena no ha dejado de crecer desde su fundación, y hoy se constituye en uno de los grandes atractivos culturales de la ciudad de Nancy. 
En 2018, el museo cerró sus puertas para embarcarse en un amplio proyecto de renovación, que abarca un conjunto monumental en el centro de la ciudad compuesto por el palacio ducal y su jardín, el Palacio del Gobernador y su jardín, y la iglesia de los Cordeliers. Este proyecto tiene por objetivo ampliar el espacio y los recorridos expositivos, dotar al conjunto de plena accesibilidad, y proponer nuevas vías de acceso y áreas de servicios, facilitando así una mayor inserción y mejor conexión con la ciudad y sus habitantes. En un principio, la renovación se llevaría a cabo en 5 años, pero el proyecto se fue prolongando debido a complicaciones durante el proyecto. En mayo de 2023, la ciudad de Nancy anunció que la reapertura del museo se prevé para finales de 2029
Situado en el casco antiguo de Nancy, en el barrio hoy conocido como la Ville Vieille - Leopold, el Museo de Lorena cuenta con una de una superficie de exposición de 8000m2. El espacio museístico comprende tanto el palacio ducal (s. XVI - XIX), como el conjunto de los Cordeliers s. XV) en el que se encuentran, además, la capilla-mausoleo de los duques de Lorena.
La colección abarca toda la historia de la región, desde la Prehistoria hasta el siglo XX, y cuenta con objetos de tipologías distintas (objetos arqueológicos, obras de arte, testimonios antropológicos, etc.).
El Museo de Lorena está hoy dividido en dos emplazamientos históricos: el palacio ducal y el conjunto eclesiástico de los Cordeliers, en el cual se mantienen las exposiciones y la programación del museo en la actualidad.

### Colecciones
Debido al proyecto de remodelación, actualmente el Museo de Lorena expone sus colecciones en el espacio de la iglesia de los Cordeliers, y en exposiciones temáticas, en colaboración con otras instituciones de la ciudad, como el Museo de l'Ecole de Nancy o el Museo de Bellas Artes de Nancy.
Las colecciones del museo lorenés abarcan toda la historia de la región, desde la Prehistoria hasta la Edad Contemporánea. De la misma forma, engloban una amplia tipología de objetos, desde restos arqueológicos o colecciones antropológicas, hasta obras artísticas, material gráfico y fotográfico, y mobiliario.

El palacio ducal agrupaba las colecciones histórico-artísticas, desde la Antigüedad hasta el siglo XIX. Así, el museo cuenta con importantes obras de arte, desde relieves de época de la Galia romana y esculturas medievales de época merovingia, hasta pinturas del Renacimiento, de artistas tan reconocidos como Georges de la Tour.

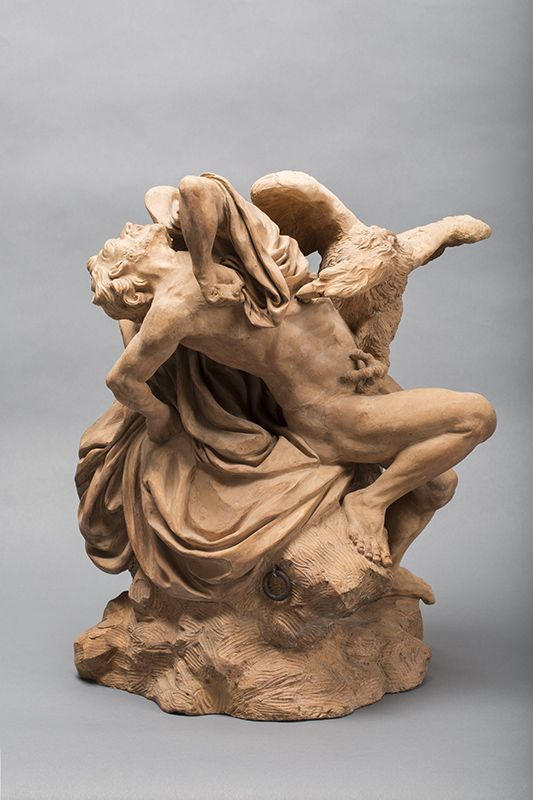
Prometeo, de Nicolas Sébastien Adam
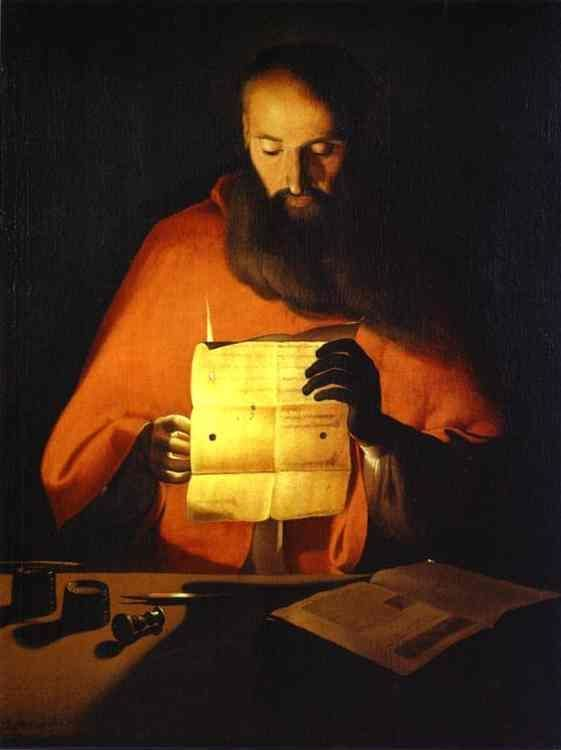
San Jerónimo, de Georges de la Tour
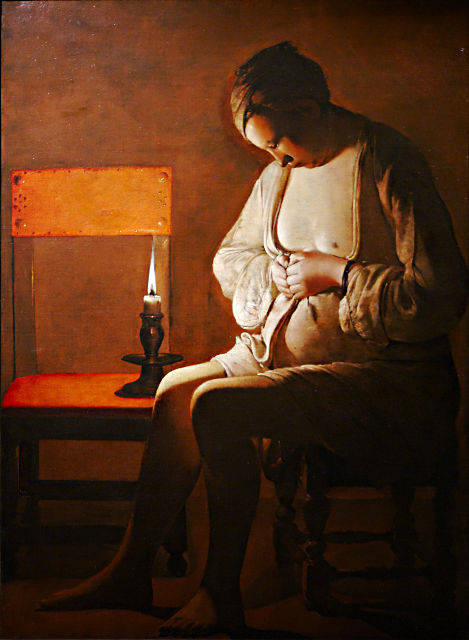
Mujer despiojándose, de Georges de la Tour
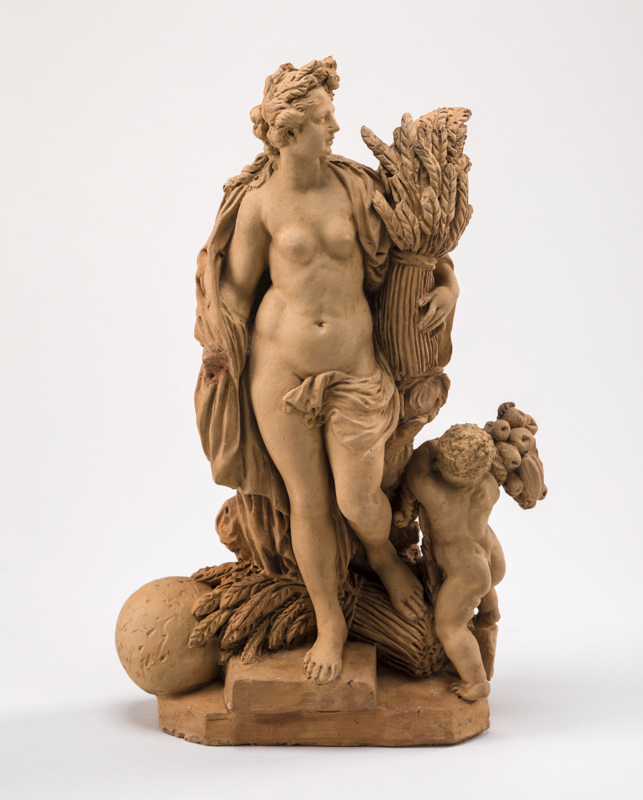
Ceres, de Jacob Sigisbert Adam

La iglesia de los Cordeliers acoge las colecciones antropológicas, o de artes y tradiciones populares. Este espacio está dedicado a la valorización y salvaguarda de los usos de vida tradicionales de la región, y especialmente, a la artesanía y al mundo rural. Los objetos y reconstituciones van desde el siglo XVI hasta el siglo XX.

#### Otras colecciones
El Museo de Lorena cuenta con unos fondos amplísimos y variados, además de lo expuesto, que reúnen numerosos testimonios de la cultura y las historia de Lorena, y en particular de la vida y evolución de la propia ciudad de Nancy. Cabe destacar los numerosos documentos gráficos y fotográficos de época contemporánea, que permiten aproximarse a la evolución urbana de la ciudad, así como las obras "menores" de artistas reconocidos del siglo XIX, y en concreto, de aquellos asociados a la École de Nancy.

Esta corriente de finales del XIX y principios del XX fue la cabeza de lanza del movimiento Art Nouveau en el este de Francia, y fue reconocida internacionalmente gracias a las exposiciones universales y a las ferias de artes industriales de la época. Algunos reconocidos artistas y artesanos, como Victor Prouvé, Lucien Weissenburger, Henri Bergé o Louis Majorelle trabajaron y desarrollaron su actividad artística y comercial en Nancy. El museo conserva una rica colección de objetos testimoniales de ese pasado de Nancy. Muchos de esos objetos, en su mayoría ilustraciones, recortes de prensa, publicidad, fotografías, etc. pertenecen al fondo proveniente de los Magasins Réunis, una famosa cadena comercial de la época, originaria de la ciudad, que sirvió de promotora y de escaparte de muchos de estos artistas.

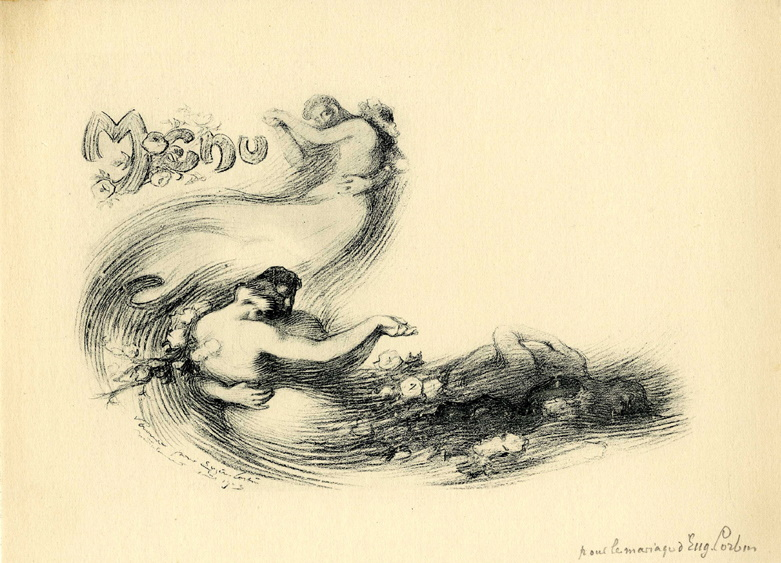
Menú de bodas, diseño de Victor Prouvé
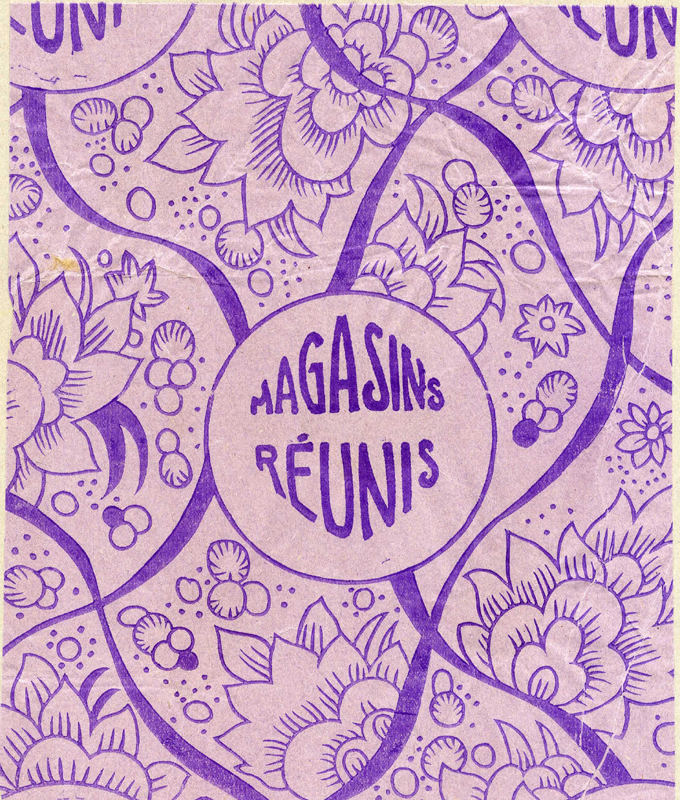
Papel de embalaje estilo Art Nouveau, para los Magasins Réunis de Nancy
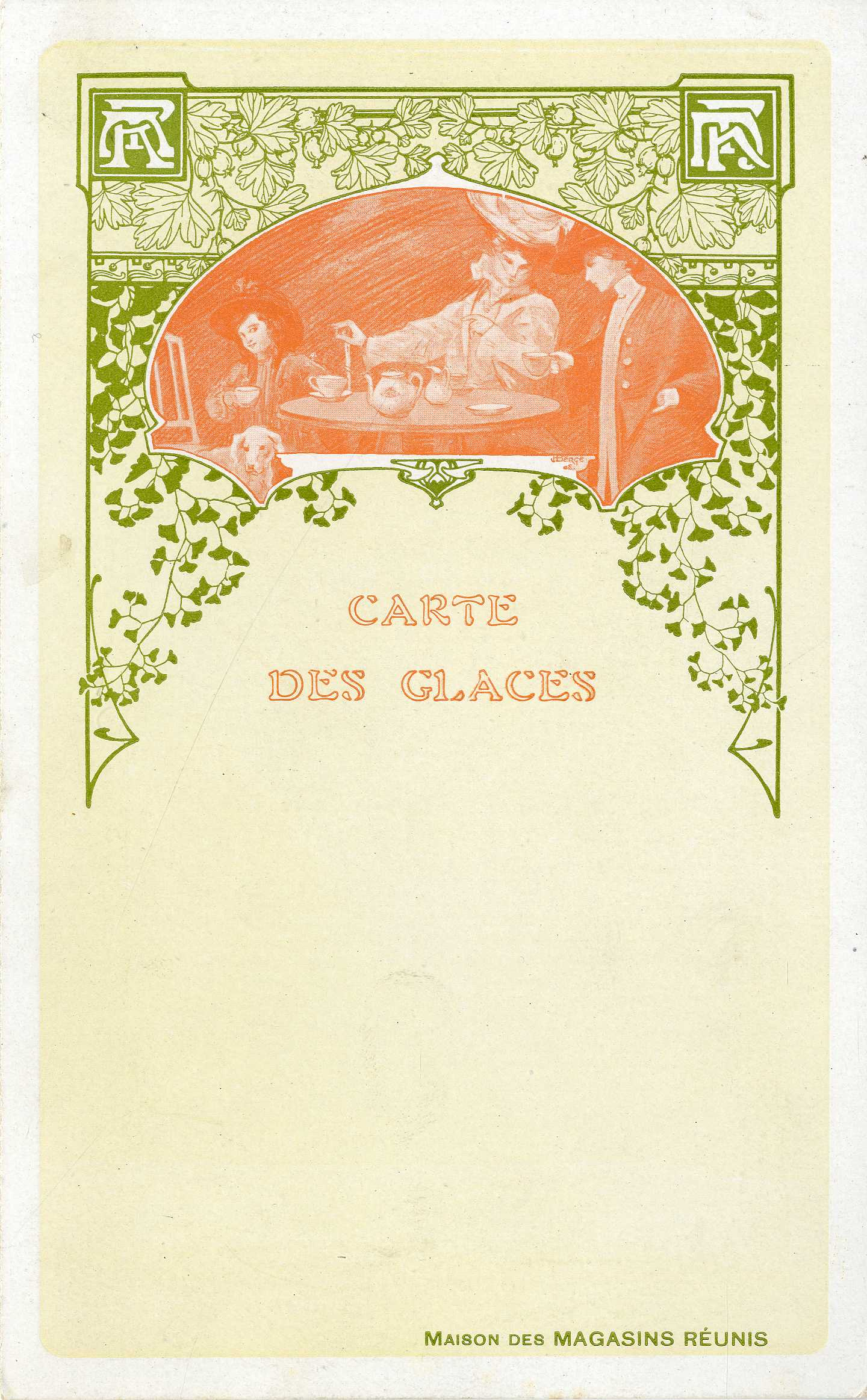
Menú de helados, diseño de Henri Bergé
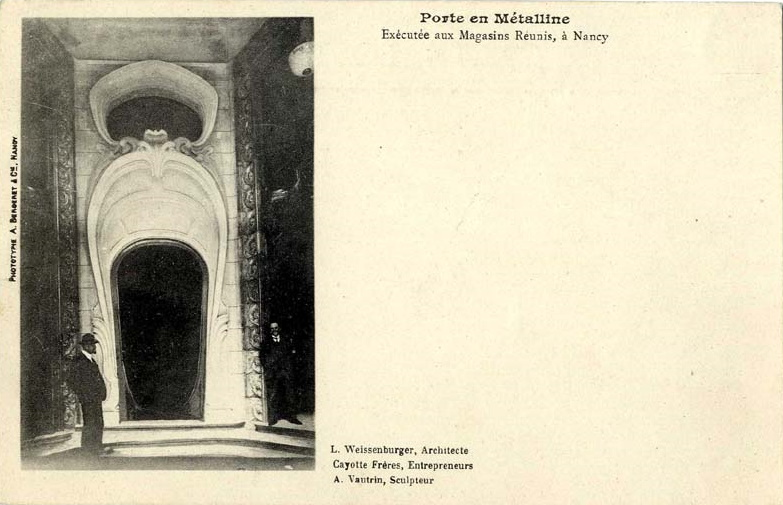
Postal con puerta estilo Art Nouveau, diseño de Lucien Weissenburger para los Magasins Réunis de Nancy